# Munsmo Fårskäret
Munsmo Fårskäret är en ö i Finland. Den ligger i Norra kvarken och i kommunen Vasa i den ekonomiska regionen  Vasa i landskapet Österbotten, i den västra delen av landet. Ön ligger omkring 16 kilometer väster om Vasa och omkring 380 kilometer nordväst om Helsingfors.
Öns area är 36,2 hektar och dess största längd är 1,1 kilometer i sydöst-nordvästlig riktning.